# اس‌ام یو-۱۳۲
اس‌ام یو-۱۳۲ (به انگلیسی: SM U-132) یک زیردریایی بود که طول آن ۲۷۰ فوت ۸ اینچ (۸۲٫۵۰ متر) بود.